# Egao Kenko Stadium
O Egao Kenko Stadium é um estádio localizado em Kumamoto, no Japão, possui capacidade total para 32.000 pessoas, é a casa do time de futebol Roasso Kumamoto, foi inaugurado em 1998 e recebeu jogos da Copa do Mundo de Rugby de 2019.